# Mery Cuesta
Mery Cuesta (Bilbao, 1975) es crítica cultural, comisaria de exposiciones, crítica de cómic y baterista.

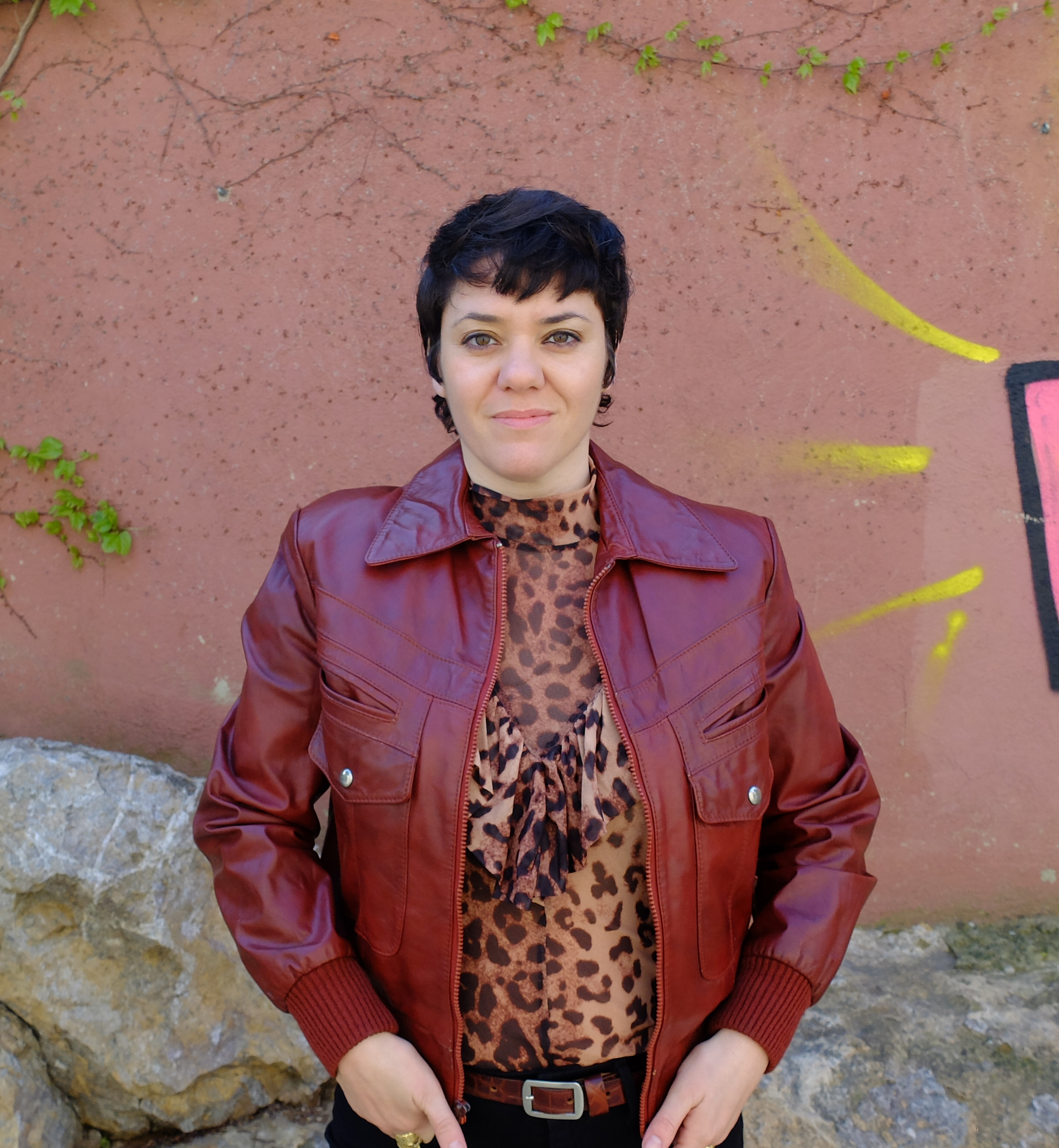
Fotografía de Mery Cuesta para la promoción del Pavelló Catalá de la Bienal de Venezia 2017

## Trayectoria profesional
En 2002 se traslada de Bilbao a Barcelona, desde donde desarrolla su polifacética trayectoria. Como crítica de arte, ha publicado artículos y textos ensayísticos en diversos medios y publicaciones nacionales e internacionales desde 2002. Fue firma habitual en el suplemento ‘Cultura/s’ de La Vanguardia durante quince años (de 2002 a 2017). Ha conducido la sección sobre crítica de arte titulada 'Centellas' en el programa 'Efecto Doppler' de Radio 3 - RNE desde 2017, y actualmente es colaboradora fija del programa 'El ojo crítico' de RNE. Así mismo, escribe crítica de arte y de cómic en el suplemento 'La esfera de papel' del periódico El Mundo. En 2002 se hizo con el Premio Espais de la Crítica de Arte, gracias al cual publicó su primer libro, un análisis de la producción cinematográfica experimental en la España de los 70, titulado 'El Terrorismo doméstico de Antoni Padrós'. Ha sido galardonada en 2019 con un premio Gràffica por su contribución "a la difusión crítica de la cultura popular y underground", en palabras del jurado. Es miembro de AICA (International Association of Art Critics), ACCA (Associació Catalana de Crítica d'Art) y de ACDCómic (Asociación de Críticos y Divulgadores de Cómic de España).
Como comisaria de exposiciones, ha comisariado una treintena de proyectos que abordan - en términos generales - cuestiones relativas a la disección crítica de los mecanismos de funcionamiento del arte contemporáneo, la cultura popular y el outsider art.   Sus comisariados más reconocidos son la exitosa exposición sobre cine quinqui 'Quinquis de los 80: Cine, prensa y calle' (CCCB, La Casa Encendida, Centro de Historia de Zaragoza y Alhóndiga de Bilbao), 'La mano izquierda de Cervantes' (Instituto Cervantes - Karsi Sanat,
Estambul), 'Humor absurdo: Una actitud ante la vida en situaciones críticas' (Artium) o 'Bálsamo y fuga: La creación artística en la institución penitenciaria' en Caixaforum. Su siguiente comisariado titulado 'El arte irreductible: Espejismos del Art Brut' se expuso en la Prisión Modelo de Barcelona. Fue la comisaria del Pabellón de Cataluña en la Bienal de Venecia 2017, donde concurrió con un proyecto expositivo titulado 'La Venezia che non si vede' del artista Antoni Abad, que incluía la realización pionera de un cómic táctil junto al dibujante Max. Su último comisariado es la exposición 'Humor absurdo: Una constelación del disparate en España' que se ha desarrollado durante 2020 en el CA2M de Madrid.
En el ámbito de la docencia, es profesora de Arte Contemporáneo en la Facultad de Comunicación Audiovisual de la Universidad Pompeu Fabra, y Directora del Master de Ilustración y Cómic de ELISAVA - Escuela Universitaria de Diseño e Ingeniería de Barcelona. Así mismo, imparte numerosas clases, talleres y ponencias sobre comisariado, crítica de arte, cultura popular o diseño expositivo en diversas universidades y centros.   
Como dibujante de cómics, realiza la serie ‘Las mallas parlantes’ en la revista TMEO desde 2008 bajo el pseudónimo de La Leoparda de Rekalde, entre otras colaboraciones en diversas revistas y fanzines como BonArt o Revista Mongolia, donde desarrolla la sección titulada "Crítica cultural en cómic". Ha publicado tres álbumes: "Caída y auge de Antxon Amorrortu" (Ed. Iguapop Gallery), “Istanbul Zombi 2066” (Ed. Institut de Cultura de BCN), y el ensayo-cómic "La Rue del Percebe de la cultura y la niebla de la cultura digital" publicado por la editorial Consonni. Su último trabajo editorial es el ensayo 'Humor absurdo: Una constelación del disparate en España' publicado por la editorial Astiberri.
Fue baterista del grupo de punk rock Crapulesque desde 2008 a 2015. Actualmente desarrolla un proyecto musical experimental que interpreta con percusión páginas y narrativas del cómic.